# Henry William Beechey

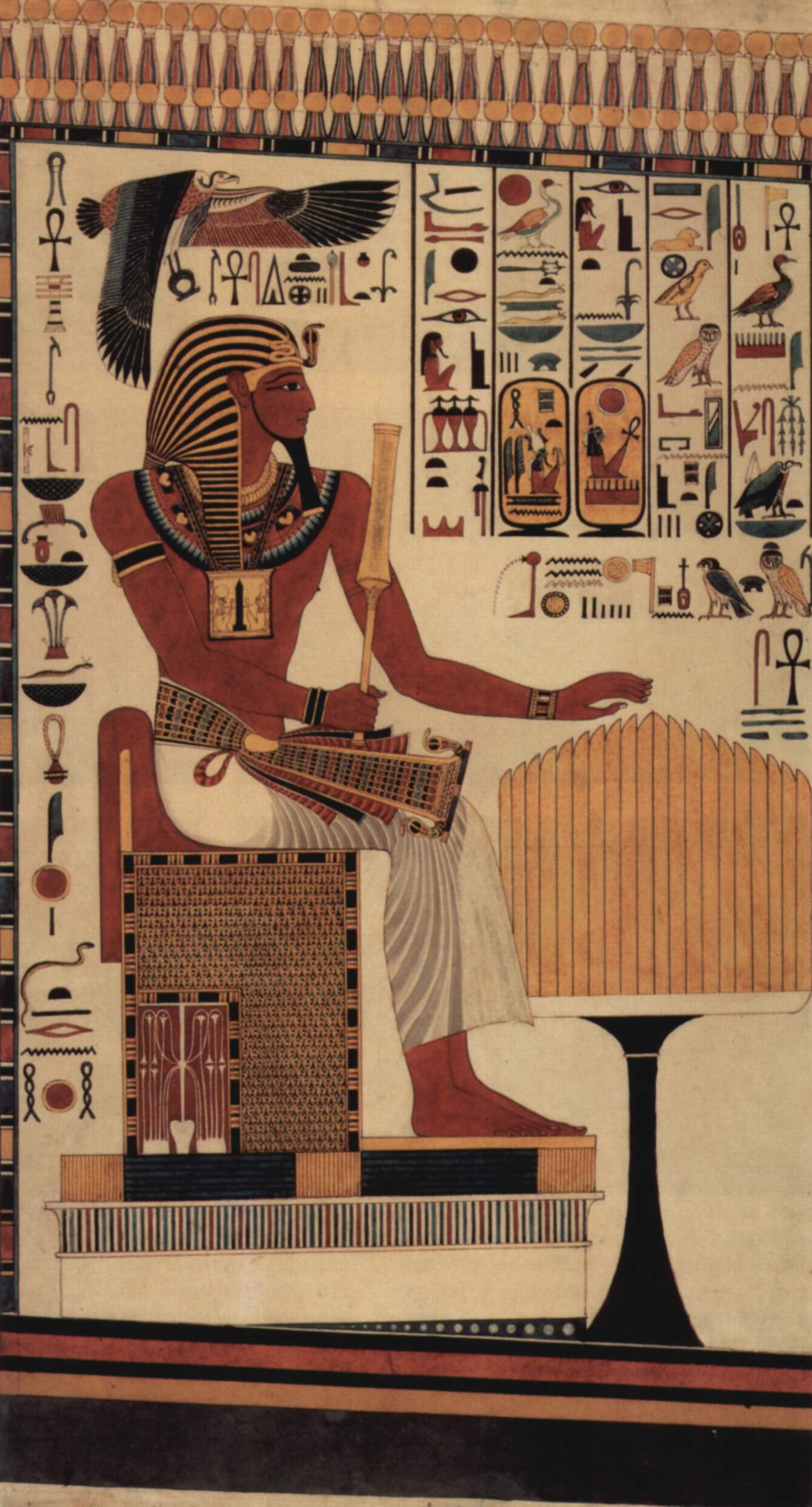
Kopie van een muurschildering uit het graf van Seti I, gemaakt door Beechey ca. 1818, en nu in het British Museum

Henry William Beechey (1788/1789 — 4 augustus  1862) was een Brits schilder en ontdekkingsreiziger. Hij was een zoon van de schilder Sir William Beechey, RA, zijn stiefmoeder was Anne Jessop. Hij volgde het beroep van zijn vader. Hij stuurde een marien onderwerp naar de Royal Academy of Arts in 1829, en een andere in 1838 naar het Britse instituut voor de bevordering van de schone kunsten in het Verenigd Koninkrijk.
- Stuttgart Database of Scientific Illustrators 1450–1950: 4395
- Virtual International Authority File: 215432644